# Łora Jakowlewa
Łora Grigorjewna Jakowlewa, ros. Лора Григорьевна Яковлева (ur. 21 kwietnia 1932 w Permie) – rosyjska, wcześniej radziecka, szachistka, arcymistrzyni w grze korespondencyjnej, druga mistrzyni świata w szachach korespondencyjnych (1977). Z zawodu inżynier-fizyk.
Uczestniczka mistrzostw RSFRR kobiet i innych zawodów. Największe sportowe sukcesy osiągnęła w grze korespondencyjnej:
- 1. mistrzostwa świata (1968–1972) – 3. miejsce[1],
- 2. mistrzostwa świata (1972–1977) – 1–2. miejsce razem z Olgą Rubcową (tytuł mistrzyni przyznano Jakowlewej z powodu lepszej wartościowości)[2],
- 3. mistrzostwa świata (1978–1984) – 3. miejsce[3],
- 4. mistrzostwa świata (1984–1992) – 4. miejsce[4].

Złota medalistka drugiej kobiecej olimpiady korespondencyjnej (1980–1986) w składzie drużyny ZSRR.
Grę Jakowlewej wyróżnia zaradność w ataku i pomysłowość w obronie. Matka dwójki dzieci.

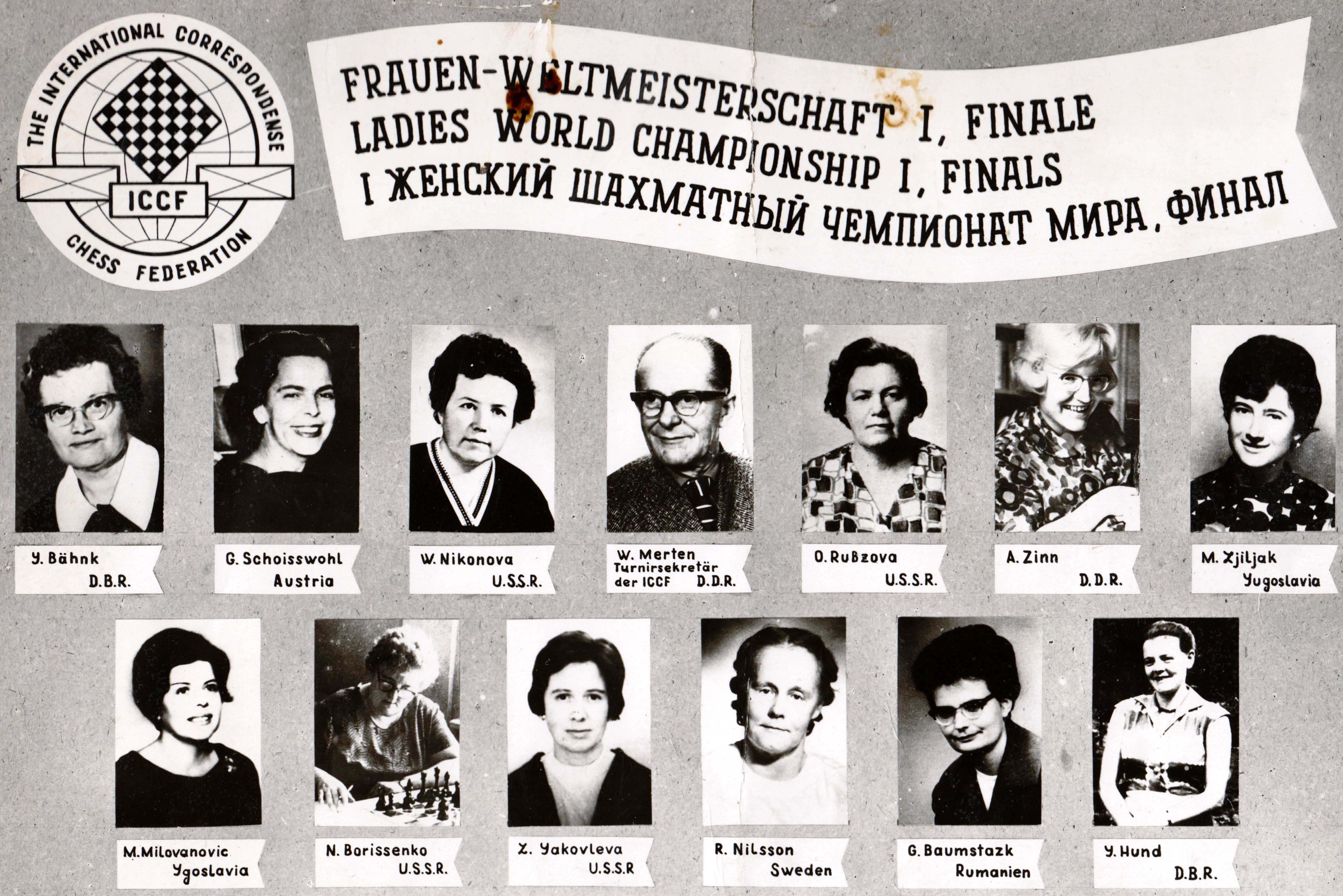
1st LADIES CC WORLD CHAMPIONSHIP FINAL